# Bematistes scalivittata
Bematistes scalivittata är en fjärilsart som beskrevs av Butler 1896. Bematistes scalivittata ingår i släktet Bematistes och familjen praktfjärilar. Inga underarter finns listade i Catalogue of Life.